# Comloșu Mare
Comloșu Mare é uma comuna romena localizada no distrito de Timiș, na região histórica do Banato (parte da Transilvânia). A comuna possui uma área de 101.42 km² e sua população era de 5035 habitantes segundo o censo de 2007.